# Aartsbisdom Chattogram
Het aartsbisdom Chattogram (Latijn: Archidioecesis Chittagongensis) is een rooms-katholiek aartsbisdom met als zetel Chittagong, hoofdstad van zowel de divisie Chittagong als van het district Chittagong, in Bangladesh. De aartsbisschop van Chattogram is metropoliet van de kerkprovincie Chattogram, waartoe ook de volgende suffragane bisdommen behoren:
- Barishal
- Khulna

## Geschiedenis
Het aartsbisdom werd opgericht op 25 mei 1927, als het bisdom Chittagong, uit delen van het bisdom Dacca, en was suffragaan aan het aartsbisdom Calcutta. Op 15 juli 1950 veranderde het van kerkprovincie en werd suffragaan aan het nieuw verheven aartsbisdom Dhaka. Op 2 februari 2017 werd het verheven tot metropolitaan aartsbisdom. Op 28 december 2018 veranderde het van naam naar aartsbisdom Chattogram. 
Het verloor meermaals gebied bij de oprichting van de apostolische prefecturen Akyab (1940) en Haflong (1952), en het bisdom Barisal (2015). Alle bisschoppen en aartsbisschoppen tot heden (2024) waren lid van de Congregatie van het Heilig Kruis. 

## Parochies
Het aartsbisdom had in 2021 een oppervlakte van 28.881 km2 en telde 20.195.233 inwoners waarvan 0,2% rooms-katholiek was.

## Ordinarii

### Bisschoppen
- Alfred-Arthur Le Pailleur (18 juni 1927 - 8 maart 1951)
- Raymond Larose (20 maart 1952 - 3 augustus 1968)
- Joachim J. Rozario (3 augustus 1968 - 30 juni 1994)
- Patrick D’Rozario (3 februari 1995 - 25 november 2010; kardinaal in 2016)

### Aartsbisschoppen
- Moses Montu Costa (bisschop: 6 april 2011, aartsbisschop: 2 februari 2017 - 13 juli 2020)
- Lawrence Subrata Howlader (19 februari 2021 - heden; hulpbisschop: 7 mei 2009)

## Galerij van afbeeldingen

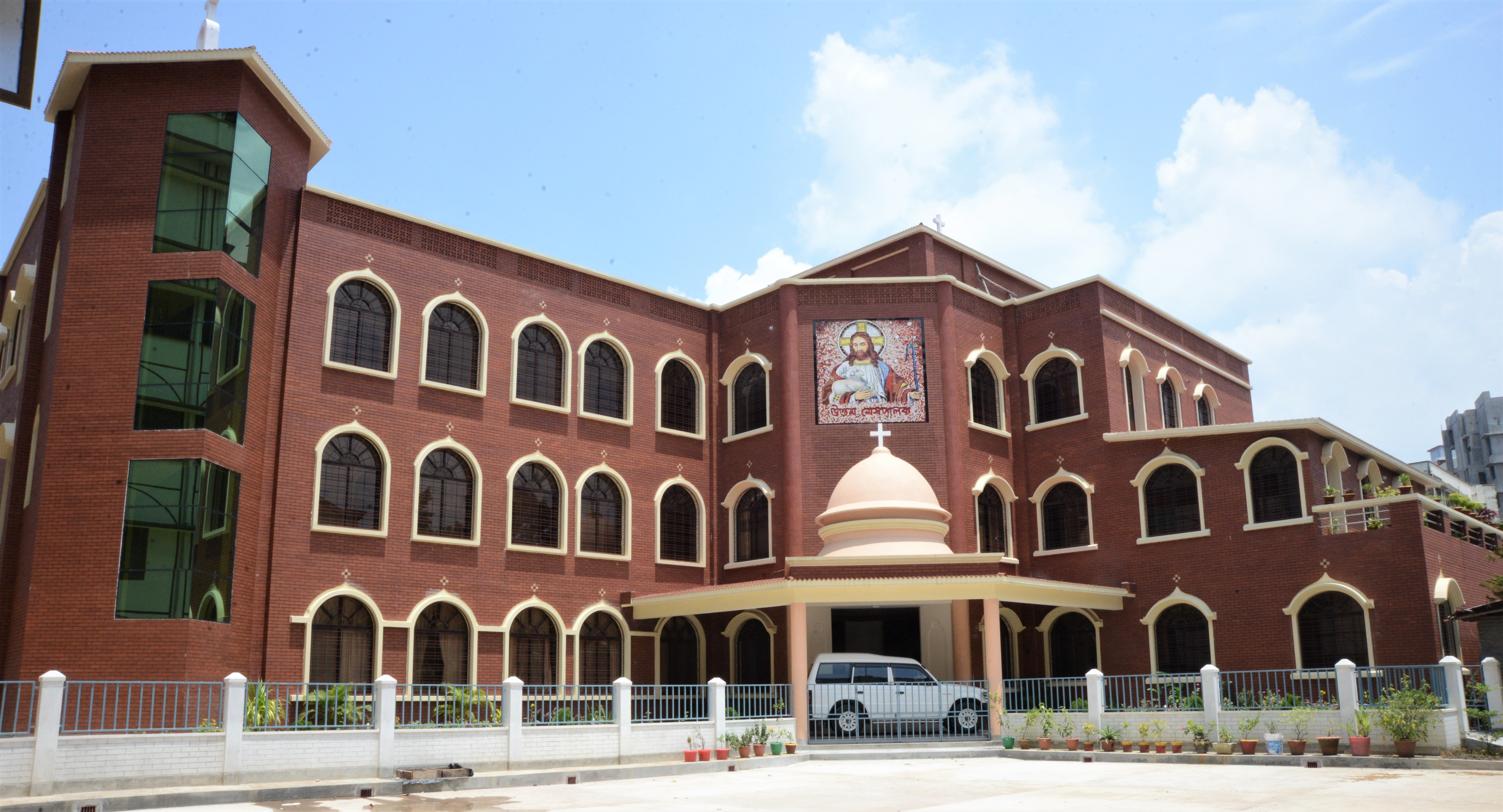
Aartsbisschoppelijk paleis
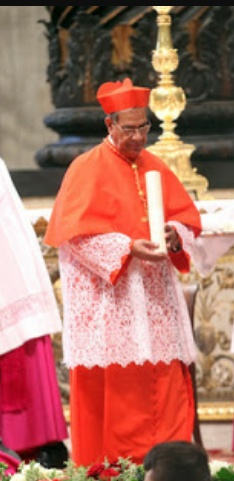
Bisschop Patrick D'Rozario (1995-2010), kardinaal in 2016